# Classe S (sous-marin britannique, 1914)
Pour les autres classes de navires du même nom, voir classe S.
Pour les articles homonymes, voir Classe S et Classe S (sous-marin).
La classe S est une  classe de trois sous-marins commandée par la Royal Navy propulsée par moteur Diesel, et construite juste avant la Première Guerre mondiale.

## Conception et construction
La construction de cette classe découle d'un accord, né en 1910, entre le chantier naval britannique Scotts Shipbuilding and Engineering Company à Greenock et le chantier naval italien Fiat à Muggiano, constructeur des petits sous-marins de croisière de type "Laurenti". Ils possèdent dix cloisons étanches.
La conception de la classe S a été dérivée de celle d'un sous-marin italien en construction à la même époque, l'Argonauta.
Les trois navires ont été transférés à la marine italienne (Regia Marina) en octobre 1915.
Cependant, les moteurs de ces sous-marins présentaient de gros problèmes : les pannes continues les ont contraints à un service très court et occasionnel (le S3 n'a jamais effectué de missions de guerre).

## Caractéristiques
La classe S déplaçait 254 tonnes en surface et 303 tonnes en immersion. Les sous-marins mesuraient 45,17 mètres de long, avaient une largeur de 4,22 mètres et un tirant d'eau de 3,06 mètres. Ils avaient une profondeur de plongée opérationnelle de 40 mètres. Leur équipage comptait 2 officiers et 24 sous-officiers et marins.
Pour la navigation de surface, les sous-marins étaient propulsés par deux moteurs diesel Fiat de 325 chevaux-vapeur (cv) (239 kW) chacun entraînant deux arbres d'hélices. En immersion, chaque hélice était entraînée par un moteur électrique Scotts de 180 chevaux-vapeur (132 kW). Ils pouvaient atteindre 13,3 nœuds (24,6 km/h) en surface et 9 nœuds (16,6 km/h) sous l'eau. En surface, la classe S avait une autonomie de 1 700 milles nautiques (3150 km) à 8 noeuds (14,8 km/h); en immersion, elle avait une autonomie de 60 milles nautiques (111 km) à 4 noeuds (7,4 km/h).
Les sous-marins étaient armés de quatre tubes lance-torpilles (2 à l'avant et 2 à l'arrière) de 45 centimètres, pour lesquels ils transportaient un total de 4 torpilles.

## Les sous-marins de classe S
| Regia Marina - Classe N | Regia Marina - Classe N | Regia Marina - Classe N | Regia Marina - Classe N | Regia Marina - Classe N                                                               | Regia Marina - Classe N |
| Sous-marin              | Pose de la quille       | Lancé                   | Mis en service          | Destin                                                                                |                         |
| ----------------------- | ----------------------- | ----------------------- | ----------------------- | ------------------------------------------------------------------------------------- | ----------------------- |
| S 1                     | 23 août 1912            | 28 février 1914         | 5 août 1914             | Transféré à la Regia Marina en octobre 1915 - Radié le 23 novembre 1919, puis démoli. |                         |
| S 2                     | 20 octobre 1913         | 14 avril 1915           | 29 mai 1915             | Transféré à la Regia Marina en octobre 1915 - Radié le 1er février 1919, puis démoli. |                         |
| S 3                     | 4 mars 1914             | 16 juin 1915            | 25 septembre 1915       | Transféré à la Regia Marina en octobre 1915 - Radié le 1er mai 1919, puis démoli.     |                         |